# Mącznik, Tỉnh West Pomeranian
Mącznik [ˈmɔnt͡ʂnik] (tiếng Đức: Alte Mühle)  là một ngôi làng thuộc khu hành chính của Gmina Siemyśl, thuộc hạt Kołobrzeg, West Pomeranian Voivodeship, ở phía tây bắc Ba Lan. Nó nằm khoảng 4 kilômét (2 mi) phía đông bắc Siemyśl, 12 km (7 mi) về phía nam của Kołobrzeg và 96 km (60 mi) về phía đông bắc của thủ đô khu vực Szczecin.
Trước năm 1945, khu vực này là một phần của Đức. Đối với lịch sử của khu vực, xem Lịch sử của Pomerania.